# 수스마사 지방

수스마사 지방

수스마사 지방(아랍어: سوس ماسة, 프랑스어: Souss-Massa)은 모로코를 구성하는 12개 지방 가운데 하나로 모로코 중부에 위치한다. 행정 중심지는 아가디르이며 면적은 51,642km2, 인구는 2,676,847명(2014년 9월 1일 기준), 인구 밀도는 52명/km2이다.
2015년에 실시된 행정 구역 개편에 따라 겔밈에스스마라 지방, 수스마사드라 지방의 일부 지역을 합병하여 신설되었다. 남서쪽으로는 겔밈웨드눈 지방, 서쪽으로는 대서양, 북쪽으로는 마라케시사피 지방, 북동쪽으로는 드라타필랄레트 지방과 접하며 남동쪽과 동쪽, 남쪽으로는 알제리와 국경을 접한다. 2개 현, 4개 주를 관할한다.
아틀란티스가 위치해 있었을 가능성이 제기되었다. 한 프로그래머가 고대 그리스의 기록에서 재시된 아틀란티스의 지형적 특징을 컴퓨터 프로그램에 변수로 입력하여 최대한 유사한 지형을 찾아낸 결과 수스마사 지역이 선정된 것이다. 아틀란티스 학회에서 진지하게 논의되었으나 해당 지역은 모로코 국왕의 사유지였기 때문에 더 이상 연구가 진행될 수 없었다.
1. ↑  Kane, Michael (2015년 3월 15일). “Did Atlantis really exist on the Moroccan coast?” (미국 영어). 2021년 6월 27일에 확인함.